# アジア社会党会議
アジア社会党会議（アジアしゃかいとうかいぎ）、あるいはアジア社会主義者会議（アジアしゃかいしゅぎしゃかいぎ）は1953年から1960年にかけて存在したアジアの社会主義政党の連合体・協力機構。ビルマのラングーンに本部を置き、ビルマの社会主義運動の指導者であるウバスエとチョーニュインがそれぞれ議長および会計役を務めた 。1953年にラングーン、1956年にボンベイでアジア社会党会議を開催した。1956年の大会の時点で、ASC加盟政党の党員数合計は約500,000人であった。

## 背景
ビルマ社会党は早くも1946年に、他のアジア諸国の社会主義者との協力関係の構築を望む旨の意見を表明していた。当時、ビルマ社会党は反植民地闘争の渦中にあり、共通の敵に対抗するために他のアジアの社会主義者との協力を望んでいたのである。1947年にデリーで開かれたアジア関係会議に際して、ビルマ、インド、インドネシアの各社会党指導者は非公式の会談を行い、共通の問題について議論し経験交流を行うためのアジアの社会主義の連合体の必要性と結成可能性について議論していた。続いて、1951年12月にデリーで催された国際労働機関アジア地域会議と関連して、ビルマ、インド、インドネシアの社会主義者が非公式会談を行った。この会談では、アジア社会党会議開催のための委員会はインド、ビルマ、インドネシア、マラヤ、シャム、ベトナム、朝鮮、フィリピンの代表者で構成する（日本をオブザーバーとして招請する可能性がある）ことで合意した。その暫定会議はラングーンにおいて開かれることになっていた。しかしこの計画は合意通りには実現せず、アジア社会党会議の結成が着手されるまではさらに数年を要することとなった。
1951年に社会主義インターナショナルが結成されると、アジアの社会主義者の中にはこれをヨーロッパ中心主義的すぎると認識する者がいた。彼らはアジアの社会主義政党の協力関係が組織化される必要があると感じていた。1951年9月、インド社会党（のちのプラヤ社会党）と日本社会党の代表者が東京で会談を行った。ここでアジア社会党会議の招請に関する共同声明が採択された。同年12月、レバノンの進歩社会党とインド社会党の代表者がデリーで協議し、味さの社会主義者の協力を呼び掛ける共同綱領を採択した。

## 準備委員会
これらの会談に従って、インド、ビルマ、インドネシアの社会党が1952年3月にラングーンで事前会合を開き、日本の右派社会党および左派社会党がオブザーバーとして参加した。この事前会合で、1953年1月にラングーンで開催するアジア社会党会議が招請された。参加者らはチョーニュインを議長とする「第1回アジア社会党会議準備委員会」を結成した。準備委員会は"Soclialist Asia"を刊行し、これがのちにアジア社会党会議の機関紙となった。
1953年ラングーン会議の招請状はビルマ社会党、パラヤ社会党（以上二党は発起人として）、両日本社会党、エジプト社会党（青年エジプト党）、イラク国民民主党（この党は通常社会主義政党として扱われることはないが、社会主義に近い立場をとるとみなされた）、シリアのバアス党、レバノンの進歩社会党、イスラエルのマパイ、汎マラヤ労働党（マラヤ労働党）、パキスタン社会党に送られた。オブザーバーとしてアルジェリア、チュニジア、ケニヤ、ウガンダ、ナイジェリア、モロッコ、ゴールドコーストの解放運動と反帝国主義人民会議が招かれた。また友誼組織として社会主義インターナショナル、国際社会主義青年同盟、ユーゴスラビア共産主義者同盟が招かれた。

## ラングーン会議
組織としてのアジア社会党会議は1053年1月6日から15にかけてビルマのラングーンで開かれた第1回会議で創設された。この会議ではアジア社会党会議を独立した社会主義者組織として設立し、ラングーンに本部を置いた。議長に選出されたのはウバスエであった。

### 出席した組織
177の正式代表、オブザーバー、友誼組織代表者が参加した。正式代表として参加した党は次のとおりである。
| 国名         | 党名                  | 代表団の人数 | 著名な参加者                                                         |
| ------------ | --------------------- | ------------ | -------------------------------------------------------------------- |
| ビルマ       | ビルマ社会党          | 15           | ウバスエ、チョーニュイン                                             |
| エジプト     | エジプト社会党        | 1            | Ahmed Husayn                                                         |
| インド       | プラヤ社会党          | 77           | ラム・マノハル・ロヒア、 ジャヤプラカシュ・ナラヤン、 アショカ・メサ |
| インドネシア | インドネシア社会党    | 26           | シャフリル、Soebadio Sastrosatomo                                    |
| イスラエル   | マパイ                |              | モシェ・シャレット、ルーベン・バルカット                             |
| 日本         | 左派社会党 右派社会党 | 30           | 鈴木茂三郎 松岡駒吉                                                  |
| レバノン     | 進歩社会党            |              |                                                                      |
| マラヤ       | 汎マラヤ労働党        |              |                                                                      |
| パキスタン   | パキスタン社会党      |              | Mobarak Sagher                                                       |

友誼団体は次の通り。
- 社会主義インターナショナル: クレメント・アトリー（英国労働党）、サウル・ローズ（英語版）（アトリーの書記として）、André Bidet（フランス社会党）、カイ・ビョーク（英語版）（スウェーデン社会民主労働党）[10]
- 国際社会主義青年同盟: ドナルド・ピアース・チェスワース（英語版）、ウィリアム・ワーシー（英語版）
- 反帝国主義人民会議: デビッド・ロンギ
- ユーゴスラビア共産主義者同盟: ミロヴァン・ジラス、アレス・ベブレル（英語版）、Anotelko Blazovic
- ネパール会議派: ビシュエシュワル・プラサード・コイララを代表とする代表団
- アフリカ独立運動の代表者たち:サイード・ファミ（アルジェリア人民党（英語版））、イグナティウス・ムサージ（英語版）（ケニヤ・アフリカ同盟（英語版））、Taib Slim（デストゥル党（英語版））、E. N. K. Mulira（ウガンダ国民会議（英語版））

### 議論
全てのセッションは英語で執り行われたため、インド代表団にとっては有利に、日本、インドネシア、ユーゴスラビアの代表団には不利に働いた。
席上、国際政治の中に「第三勢力」を打ち立てることが議題にあげられた（この会議の内容はバンドン会議の先駆的な役割を果たした）。英国の社会主義インター代表団クレメント・アトリーは、東西冷戦体制の外に第三勢力を建設するという意見を嘲笑した。ミロヴァン・ジラス、B・P・コイララ、ジャヤプラカシュ・ナラヤンはラム・マノハル・ロヒアの「第三勢力論」に賛成した。最終的に、会議は民主主義の擁護、資本主義、共産主義、帝国主義への非難のよびかけを採択した。

### 社会主義インターナショナルとの関係
会議の開催前から、主催者の主要メンバーは新しい組織が社会主義インターナショナルとは別個に存在することに同意していた。しかし、ラングーン会議では社会主義インター代表団とその代表団長アトリーは、アジア社会党会議が社会主義インターの地域組織になるよう説き伏せようとした。会議中、アジアの代表団は反植民地・解放闘争に対する社会主義インターの姿勢を批判した。
イスラエル、マラヤ、日本の右派社会党の代表団はアジア社会党会議を社会主義インターと統合する提案を支持した。イスラエル・マラヤの両党は社会主義インターの加盟党であった。会議に出席していた他の代表団は、温度差はあるにしろ統合提案に反対した。社会主義インターに対する反対は、植民地主義（反植民地・解放運動に対する社会主義インターのなまぬるい態度が会議の参加者より批判された）と中立主義（会議を通して、社会主義インターは「アメリカン・キャンプ」の一員とみなされた）との関係という問題として立ち現れた。しかし、この会議による社会主義の定義は、当時社会主義インターが使用していたものと同じ用語によるものであった。

## 第2回会議開催まで

### ラングーン執行局会議
第1回会議から第2回会議の間に、5回の執行局会議が開かれた。最初のラングーン執行局会議では、社会党会議の日常業務をラングーンの本部で運営する執行局を任命した。事務総長はインドネシアの党に割り当てられ、インドのマドゥ・リメイとビルマのウラアンが共同書記に任命された。ビルマのチョーニュインが会計役となり、資金不足の中非常に困難な仕事にあたった。李名は1953年3月に執行局に到着した。
1953年7月、アジア社会党会議はストックホルムで開かれた社会主義インター会議に4人の代表を派遣した。代表団長はインドネシアのウィジョノが務めた。代表団は「従属国人民自由デー」に関する提案を行ったが、SI議会は受け入れなかった。

### ハイデラバード執行局会議
1953年8月10日から13日にかけて、執行局はハイデラバードで2回目の会議を開いた。この会議はヒルフォート宮殿で開かれ、議長はウバスエが務めた。これはウィジョノが参加した最初の執行局会議であった。他の特筆すべき参加者として、レバノン社会進歩党の指導者のカマル・ジャムブラットがあげられる。この会議では、「平和和解について」（中華人民共和国の国連加盟を支持し、インドシナで国際監視下での選挙を呼び掛け、南北両方が受け入れられる国際機関の下での朝鮮統一を呼びかける内容）、「KMTビルマ軍について」（中国国民党のビルマからの撤退を呼び掛ける）、「西アジア社会主義者への挨拶」（シリアの社会主義者に対する弾圧の非難）を決議した。また、社会主義インターとユーゴスラビア共産主義者同盟との継続的な友好関係への期待を表明した。両組織からは社会主義インターのモーガン・フィリップスとユーゴのDobrivoje Vidićが参加していた。
ハイデラバード会議では「反植民地主義局」の設置が決定された。反植民地主義局は社会主義会議議長が任命する調整委員会によって率いられる。その事務所が設置され、社会党会議共同書記の一人と調整委員会から選出される別の共同書記が着任することになった。ハイデラバード会議で提起された反植民地主義局に関する提案には、全アフリカ会議を開催し、アジア・アフリカ各政府への国連での活動強化の呼びかけ、アジアの新聞社への反植民地闘争に関するより多くの報道と支援の呼びかけが含まれ、反植民地主義局は国連の諮問機関になることを申請し、アジアの植民地支配に対する事実調査団を組織し、アフリカでの植民地弾圧の犠牲者の擁護と他の場所でのアフリカ代表のための訓練の手配をアジアの加盟党によびかける内容が含まれていた。
加えて、ハイデラバード会議は、「共同建設旅団」創設を呼び掛けた。イスラエルとビルマの党がこの旅団結成提案を提起した。
リメイはハイデラバード会議のあと執行局に戻ることはなかった。彼の代わりに、インドの社会主義者Madhav Gokhaleが任命された。ラングーン執行局には反植民地主義局の英領ゴールド・コーストの会議人民党のJim Markhamが書記として加わった。1953年12月、日本の共同書記として渡辺朗がラングーンに到着した。日本の両社会党は長い討議の末社会党会議に共同の代表を送ることに決定したのである。

### カロー執行局会議
第3回執行局会議は1954年3月にインドネシアで開催する予定であったが、インドネシア政府がイスラエル代表団の参加を許可しなかったため、会議は延期され会場はビルマに移された。1954年5月15日から28日にかけてカローで会議が開かれた。カロー会議では、インドシナ、朝鮮問題、軍縮に関する3つの決議を採択した。インドの党はSEATO結成を非難し、2つの超大国から独立したアジアの安全保障同盟の形成を求める決議を提案したが、この提案はビューローが採択するのではなく締約国に照会することになった。南ベトナム社会党がこの会議を支援した。その代表団はPham Van Ngoi博士が団長を務めた。南ベトナム者祈祷は社会党会議への加盟を申請したが、執行局は調査団がインドシナとマラヤに送られるまでは申請可否の決定を保留することにした。カロ―会議ではセイロンに調査団を送ることも決定した。
マラヤと南ベトナムでの事実調査は1954年7月から8月にかけて実施された。代表団はウィジョノ、渡辺、Markhamによって構成された。彼らの報告書は南ベトナム社会党に対して好意的な見解を示した一方で、マラヤ労働党に対して鋭く批判した。Gokhaleが一人でセイロンでの事実調査を行い、セイロン新平等社会党に加盟権が与えられるべきだとした。

### 東京執行局会議
第4回執行局会議は、1054年11月19日から21日にかけて東京で開催された。会議に先立って、社会党会議経済専門家委員会の最初の会議が開かれた。事実調査に関して、執行局会議は南ベトナム社会党の加盟を次の社会党会議で承認することを示唆する提案を決定した。セイロン新平等社会党に関しては、第4インターナショナルとの関係を破棄することを条件に、特別参加者の地位を与えるとした。セイロン新平等社会党は第4インターナショナルの提携破棄の条件を受け入れられず、社会党会議の提案を拒否した。この後、社会党会議はスリランカ自由党との結合を模索し始めた。

## 反植民地主義局
ハイデラバード執行局会議は、社会党会議議長に反植民地主義局の調整委員会を任命する任務を与えた。ウバスエは加盟国の5人の代表とアフリカ解放運動の4人の代表による委員会の設立を提案した。しかし、モロッコの委員がイスラエルの党代表者と同席することを拒否したため、いかに委員会を構成をするかという問題が発生した。反植民地主義局調整委員会は1954年5月のカロ―執行局会議に関連し初めて会合を開いた。

## ボンベイ会議
第2回にして最後のアジア社会党会議が1954年11月にインド、ボンベイのK.C. Collegeで開かれた。アジア諸国の代表団の顔触れは1953年ラングーン会議とほぼ同じであったが、3つの新しい政党が加盟国となった。南ベトナム社会党、スリランカ自由党、ネパール会議派である。アジア以外からの参加は、イタリア社会党、カナダの協同連邦党、チリの人民社会党、ギリシア社会党、ユーゴスラビア共産主義者同盟、植民地解放運動、アフリカ解放会議と、アルジェリア、ケニア、タンガニーカの代表者であった。
ボンベイ会議での議論はスエズ危機に関する話題で持ちきりであった。会議はエジプトに対する英仏の侵略を非難した。別の決議では、ハンガリーからのソ連軍の撤退、国連における中華人民共和国の承認、ベトナムおよび朝鮮の統一を求めた。

## イスラエルの参加
イスラエルの場合、1953年のラングーン会議に招待されたのはより左派のマパムではなくマパイであった。当時、マパムは共産主義者に近しい存在と考えられていた。ラングーン会議でのイスラエルの出席は、アラブ諸国代表との対立を引き起こした。会議の開始時点でエジプト代表団はイスラエル代表団と同席することを拒否し、抗議して議場から退場した。レバノン代表団もまたイスラエルの参加に抗議して退場した。エジプトとレバノンが不参加の間、パキスタンの党はイスラエル代表団の役割について態度を留保した。
同時に、社会党会議はマパイとアジアの社会主義者との関係を買い御膳するための空間を用意した。これはのちにビルマ・ネパールとの外交的つながりの強化につながった。ラングーン会議は、おそらくネパール議会派の指導者がはじめてイスラエル人と会う機会であった。ネパールとビルマの社会主義者がマパイの社会主義的側面をとらえた事実は、彼らの間の密接なつながりの形成につながり、ネパールの場合は1960年の王室クーデターによって追い出された後もこの関係は維持された。ビルマの場合、ラングーン会議での会見が外交関係につながり、この会議の直後にイスラエルがアジア諸国への最初の大使としてデビット・ハコヘンを派遣した。
1956年の第二次中東戦争におけるイスラエルの役割は、マパイとアジアの社会党との関係を悪化させた。日本社会党はイスラエルによる攻撃、エジプト領およびガザの占領を、エジプトに対する植民地支配の保護を目的とした外国支配であるとみなした。1957年1月、日本社会党は「福岡決議」を採択し、アジア社会党会議と社会主義インターナショナルからのマパイの追放を呼び掛けた。最終的に、イスラエルの外交官が日本社会党に対してアジア社会党および社会主義インターナショナルに福岡決議を提示しないよう説得した。

## 解散
1961年の時点で、アジア社会党会議は機能不全に陥っていた。社会党会議の経験の非継続は、ビルマ、インドネシア、ネパールでの社会主義政党への弾圧と、紛争によるインド社会主義運動の弱体化によるものであった。
1970年、アジア社会党会議の後継組織としてアジア太平洋社会主義政党会議（アジア太平洋社会主義インターナショナル）が設立された。この会議は社会主義インターナショナルの委員会であり、アジア社会主義会議とは地域的焦点も異なっていた。アジア太平洋社会主義政党会議の拠点はニュージーランドのウェリントンで、オーストラリアとニュージーランドの労働党も参加した。